# 登記完了証
登記完了証（とうきかんりょうしょう）は、不動産登記を申請した登記所がオンライン庁（コンピュータ化済み）である場合に、不動産登記規則第181条の規定により、交付する書面または電子公文書である。対して、ブック庁（コンピュータ化されていない）登記所の場合は、従来どおり登記原因証書に"登記済"印を捺印されたものが申請者に対し返付される。ただし、2013年1月現在において、殆どの登記所はオンライン庁となっている。

## 効力
登記完了証は、あくまで登記が完了したことを通知するためにのみ交付されるもので、従来の登記済証（権利書）のような所有者であることを証明する効力は有さないし、今後のいかなる申請で提出を求められることもない。不要であれば処分しても特段問題はないが、不動産番号など有用な情報もあるので、保管しておくと将来何らかの申請を行う際の参考になる可能性はある。ただし、登記完了証で得られる情報は、全部事項証明を取得すれば分かる内容である。対して一定の申請後に同時に交付される書類である登記識別情報は、そこに書かれている情報が抵当権設定登記や売買による所有権移転登記などの際に必要になるので保管が必要である。

## 交付対象者

### 権利に関する登記
登記権利者（新たな名義人）及び登記義務者（現在の名義人）双方に交付される。それぞれ共同所有により複数名義人が存在する場合は、それぞれの１名（代表者）のみに交付される。

## 交付希望及び方法

### 交付希望
登記完了証は、登記が完了すると必ず交付されるものであるので、申請の際に不交付を申し出ることはできない。とりあえず受領して、不要であれば処分すれば問題ないが、何らかの事情により受領も希望しない場合は、その旨を申請の際に話し、登記所において処分をしてもらうことは可能である。対して、登記識別情報はあらかじめ不交付を申し出ることが可能である。

### 交付方法
書面にて申請すると、書面にて交付される。電子申請にて申請すると、書面または電子公文書（電子データ）にて交付される。電子申請の場合でどちらの方法で交付を希望するかは申請の際に申し出る。相違点として、書面で交付された登記完了証は登記官の認証文と公印があり、法務省の指定用紙が用いられることから、一定の信用力があるが、電子公文書には認証文や公印はなく、法務省の電子申請用総合ソフトからパソコンを用いて参照することしかできない。控えが必要な場合でも自宅で印刷することとなるので、当然普通の用紙となり、また、印刷の際にも認証文は公印は付加されないので、当然印刷物に対する信用力はない。なお、司法書士や土地家屋調査士が業務により電子申請にて登記の申請を行い、かつ電子公文書により登記完了証の交付を受けた場合で、申請者に対して登記完了証を返付する場合、自身の名前及び職印にて認証することがあるが、これは登記官の認証文に代わるものではない。
なお、電子申請にて申請を行い、登記完了証を書面にて交付を希望する場合は後日管轄登記所に出向いて受領するか、返送用封筒を別送し、郵送してもらう必要があるので、注意が必要である。

## 様式
書面申請によるか、電子申請によるかにより様式が異なる。書面申請によるものは受理番号、受理年月日、不動産番号、所在などの情報のみ記載されるが、電子申請によるものの場合は、書面申請によるものの情報と更に「申請情報」の欄が追加され、欄内に申請情報の要約が記載される。ただし、あくまで申請情報であり、登記情報ではないので、最終的な登記の内容は別に登記事項証明書などを取得し確認する必要がある。